# Palinopsia
Palinopsia (grego: palin para "novamente" e opsia para "ver") é a recorrência persistente de uma imagem visual após o estímulo ter sido removido. Palinopsia não é um diagnóstico; é um grupo diversificado de sintomas visuais patológicos com uma ampla variedade de causas. A perseveração visual é sinônimo de palinopsia.
Em 2014, Gersztenkorn e Lee fizeram uma revisão abrangente de todos os casos de palinopsia na literatura e a subdividiram em dois grupos clinicamente relevantes: palinopsia ilusória e palinopsia alucinatória. A palinopsia alucinatória, geralmente causada por convulsões ou lesões corticais posteriores, descreve imagens posteriores formadas, duradouras e de alta resolução. A palinopsia ilusória, geralmente causada por enxaquecas, traumatismo craniano, medicamentos prescritos, neve visual ou transtorno perceptivo persistente por alucinógenos (HPPD), descreve pós-imagens que são afetadas pela luz ambiente e pelo movimento e que são indeformadas, indistintas ou de baixa resolução.

## Apresentação
Pessoas com palinopsia frequentemente relatam outras ilusões visuais e alucinações, como fotopsias, dismetropsia, ou seja, síndrome de Alice no País das Maravilhas (micropsia, macropsia, teleopsia e pelopsia), neve visual, oscilopsia, fenômenos entópticos e poliopia cerebral.

## Causa
Lesões corticais da via visual posterior (tumor, abscesso, hemorragia, infarto, malformação arteriovenosa, displasia cortical, aneurisma) e várias causas de convulsão (hiperglicemia, mutações de canais iônicos, doença de Creutzfeldt-Jakob, convulsões idiopáticas, etc.) causam hiperatividade ou hiperexcitabilidade cortical focal, resultando em ativação inadequada e persistente de um circuito de memória visual.

## Fisiopatologia
A palinopsia ilusória é uma disfunção da percepção visual, resultante de alterações difusas e persistentes na excitabilidade neuronal que afetam os mecanismos fisiológicos da percepção da luz ou do movimento. A palinopsia ilusória é causada por enxaquecas, neve visual, HPPD, medicamentos prescritos, traumatismo craniano ou pode ser idiopática. Foi relatado que trazodona, nefazodona, mirtazapina, topiramato, clomifeno, contraceptivos orais e risperidona causam palinopsia ilusória. Um paciente frequentemente apresenta vários tipos de palinopsia ilusória, que representam disfunções na percepção da luz e do movimento. A luz e o movimento são processados por vias diferentes, o que sugere alterações difusas ou globais da excitabilidade.

## Diagnóstico

### Diferenciação de pós-imagens fisiológicas
A palinopsia é um sintoma patológico e deve ser diferenciada das pós-imagens fisiológicas, um fenômeno comum e benigno. As pós-imagens fisiológicas aparecem quando se vê um estímulo brilhante e se muda o foco visual. Por exemplo, depois de olhar para uma tela de computador e desviar o olhar, uma vaga pós-imagem da tela permanece no campo visual. Um estímulo produz consistentemente a mesma pós-imagem, que depende da intensidade e do contraste do estímulo, do tempo de fixação e do estado de adaptação da retina. As pós-imagens fisiológicas geralmente são da cor complementar do estímulo original (pós-imagem negativa), enquanto as pós-imagens palinópticas geralmente são da mesma cor do estímulo original (pós-imagem positiva). Há certa ambiguidade entre a palinopsia ilusória e as pós-imagens fisiológicas, pois não há critérios sintomáticos concretos que determinem se uma pós-imagem é patológica.

### Ilusório versus alucinatório
A palinopsia ilusória se deve a uma anormalidade na percepção original de um estímulo e é semelhante a uma ilusão visual: a percepção distorcida de um estímulo externo real. A palinopsia alucinatória se deve a uma anormalidade após um estímulo ter sido codificado na memória visual e é semelhante a uma alucinação visual complexa: a criação de uma imagem visual formada onde não existe nenhuma.
As condições externas, como intensidade do estímulo, contraste do fundo, fixação e movimento, normalmente afetam a geração e a gravidade da palinopsia ilusória, mas não da palinopsia alucinatória. A palinopsia ilusória consiste em pós-imagens de curta duração ou não formadas, que ocorrem no mesmo local do campo visual que o estímulo original e são contínuas ou previsíveis. A palinopsia alucinatória descreve pós-imagens e cenas formadas que são realistas, de alta resolução, duradouras, ocorrem em qualquer lugar do campo visual e são imprevisíveis. A palinopsia ilusória é causada por uma patologia neuronal difusa, como alterações globais nos receptores de neurotransmissores, enquanto a palinopsia alucinatória é normalmente causada por uma patologia cortical focal.
As características clínicas que separam a palinopsia ilusória da alucinatória também ajudam a diferenciar e avaliar o risco de ilusões e alucinações visuais. As alucinações visuais complexas (formadas) são mais preocupantes do que as alucinações visuais simples ou as ilusões visuais.

## Pesquisa
É necessário realizar pesquisas sobre a eficácia dos vários medicamentos para o tratamento da palinopsia ilusória. Não está claro se a história natural e o tratamento dos sintomas são influenciados pela causa. Também não está claro se há sobreposição da eficácia do tratamento para palinopsia ilusória e outros fenômenos ilusórios persistentes difusos coexistentes, como neve visual, oscilopsia, dismetropsia e halos.
Futuros avanços na fMRI podem ampliar nossa compreensão da palinopsia alucinatória e da memória visual. O aumento da precisão da fMRI também pode permitir a observação de alterações metabólicas ou perfusionais sutis na palinopsia ilusória, sem o uso de radiação ionizante presente em tomografias computadorizadas e isótopos radioativos. O estudo da psicofísica da percepção da luz e do movimento pode melhorar nossa compreensão da palinopsia ilusória e vice-versa. Por exemplo, a incorporação de pacientes com rastreamento visual em estudos de percepção de movimento poderia aumentar nossa compreensão dos mecanismos de estabilidade visual e supressão de movimento durante os movimentos oculares (por exemplo, supressão sacádica).